# Matsucoccus mugo
Matsucoccus mugo är en insektsart som beskrevs av Siewniak 1970. Matsucoccus mugo ingår i släktet Matsucoccus och familjen pärlsköldlöss.
Artens utbredningsområde är Tyskland. Inga underarter finns listade i Catalogue of Life.